# San Agustín, San Ignacio
San Agustín är en ort i Mexiko.   Den ligger i kommunen San Ignacio och delstaten Sinaloa, i den centrala delen av landet, 900 km nordväst om huvudstaden Mexico City. San Agustín ligger 94 meter över havet och antalet invånare är 142.
Terrängen runt San Agustín är kuperad åt nordost, men åt sydväst är den platt. Runt San Agustín är det mycket glesbefolkat, med 4 invånare per kvadratkilometer. Närmaste större samhälle är San Ignacio, 17,1 km öster om San Agustín. I omgivningarna runt San Agustín växer i huvudsak lövfällande lövskog.